# Ancils
Ancils (Ansils en aragonès, Anciles en castellà) és un poblet del municipi de Benasc, a la Vall de Benasc, situat a 1.123m d'altura, a l'esquerra del riu Éssera, a 1,5 km al sud de la vila de Benasc. La seua població és de 181 habitants (INE 2008).